# Blastulacija
Blastulacija je proces nastajanja blastule, no ujedno i 1. faza razvitka embrija.

## Koraci blastulacije
Blastulacija se dijeli na 2 koraka:
1. Zigota (2n) mitozom stvara morulu (lat. morus- murva) koja je skup stanica i njen izgled podsjeća na murvu.
2. Dalnji razvoj morule pri čemu nastaje blastula.

## Građa blastule
Blastula se sastoji od:
- Blastoderna koji je skup stanica koje se nalaze na rubu blastule
- Blastocela koji je praznina koja je okružena stanicama blastoderna